# Eric James Denton
Eric James Denton (*  30. September 1923 in Bentley; † 2. Januar 2007 in St Just in Penwith, Cornwall) war ein britischer Meeresbiologe und Biophysiker.
Denton besuchte die Doncaster Grammar School und studierte an der Universität Cambridge (St John’s College) mit dem Bachelor-Abschluss in Physik. Ende des Zweiten Weltkriegs war er im Radar Research Establishment in Malvern. Ab 1946 war er in der Biophysik-Forschungsgruppe von Archibald Vivian Hill am University College London. 1948 wurde er Lecturer in Physiologie an der University of Aberdeen. Ab 1956 war er als Physiologe am Marine Biological Association Laboratory (MBA)  in Plymouth, wo er von 1974 bis 1987 Direktor war und von 1987 bis 2005 Research Fellow. Außerdem war er von 1964 bis 1974 Royal Society Research Professor an der Universität Bristol. 1975 erhielt er eine Ehrenprofessur.
Er forschte über biophysikalische Aspekte marinen Lebens (Fortbewegung, Kommunikation), z. B. Auftrieb, Sehen und Wahrnehmung, Signalgebung. Seine frühe Arbeit befasste sich mit visuellen Pigmenten in Reptilien, Amphibien und Fischen. Er erkannte die Bedeutung von Silberschichten in den Augen, den Leuchtorganen und Oberflächen von Fischen (sie machten sie durch Lichtreflexion unsichtbarer für Beute unter den Sichtbedingungen im Meer), was er mit optischen Experimenten bestätigte. Auf Forschungsreisen z. B. mit der Discovery gelangen ihm weitere Entdeckungen zur Tarnung und der Nutzung von Licht für die Jagd bei Tiefseefischen. So fand er einen Drachenfisch (Malacosteus), der künstliches Licht auf einer Wellenlänge benutzte, die das Opfer nicht erkennen konnte.
Er klärte auch wie Fische und Cephalopoden ihren Auftrieb regulieren, mit einer erstaunlich breiten Palette von Methoden. Mit M. R. Clarke und J. B. Gilpin-Brown zeigte er, dass viele Tintenfische, darunter auch Architeuthis, Beutel mit Ammoniumchlorid statt luftgefüllte Schwimmblasen wie die Knochenfische für den Auftrieb benutzen und dass der Schulp von Tintenfischen zur Regulierung des Auftriebs dient. Tiefseehaie verwendeten dagegen ein leichtes Öl um den Auftrieb zu regulieren. Denton stellte auch Experimente dazu an, wie Fische Abstand und Richtung von Schallquellen unter Wasser orten. Er fand eine bis dahin unbekannte Verbindung von Ohr und Schwimmblase bei Heringen.
Von 1973 bis 1976 war er in der königlichen Kommission zur Umweltverschmutzung (Royal Commission on Environmental Pollution).
1964 wurde er Fellow der Royal Society und 1987 erhielt er deren Royal Medal. 1974 wurde er CBE und 1987 geadelt. 1989 erhielt er den Internationalen Biologiepreis der Japan Society for the Promotion of Science.
Er heiratete 1946 Nancy Wright und hatte zwei Söhne und eine Tochter. Er wohnte in St Germans in Cornwall. Zuletzt erkrankte er an Parkinson.